# Neolingwizm
Neolingwizm – nurt literacki, powołany przez grupę poetycką znaną jako neolingwiści. Proklamowany był przez ogłoszenie 3 grudnia 2002 Manifestu neolingwistycznego w Przestrzeni Graffenberga w Warszawie.
Przedstawicielami są m.in. Marcin Cecko, Maria Cyranowicz, Michał Kasprzak, Jarosław Lipszyc i Joanna Mueller. Będący ich dziełem Manifest neolingwistyczny, napisany w grudniu 2002, wzywał do odejścia od formy wiersza do-wolnego, wskazywał na znaczenie warstwy brzmieniowej i wizualnej tekstu poetyckiego, oraz był wyrazem niezadowolenia z kierunku rozwoju polskiej poezji w ostatniej dekadzie XX wieku.
Choć neolingwiści nie zaistnieli na dłużej jako grupa literacka, wywarli widoczny wpływ na kształt współczesnej poezji polskiej, szczególnie poprzez reintrodukcję tradycyjnych narzędzi poezji lingwistycznej.
Informacje na temat środowiska tzw. warszawskich neolingwistów, ich twórczości i projektów zebrano w antologii poezji neolingwistycznej Gada !zabić?. Pa]n[tologia neolingwizmu, red. Maria Cyranowicz i Paweł Kozioł, Warszawa 2005.